# Sojus (Raumschiff)

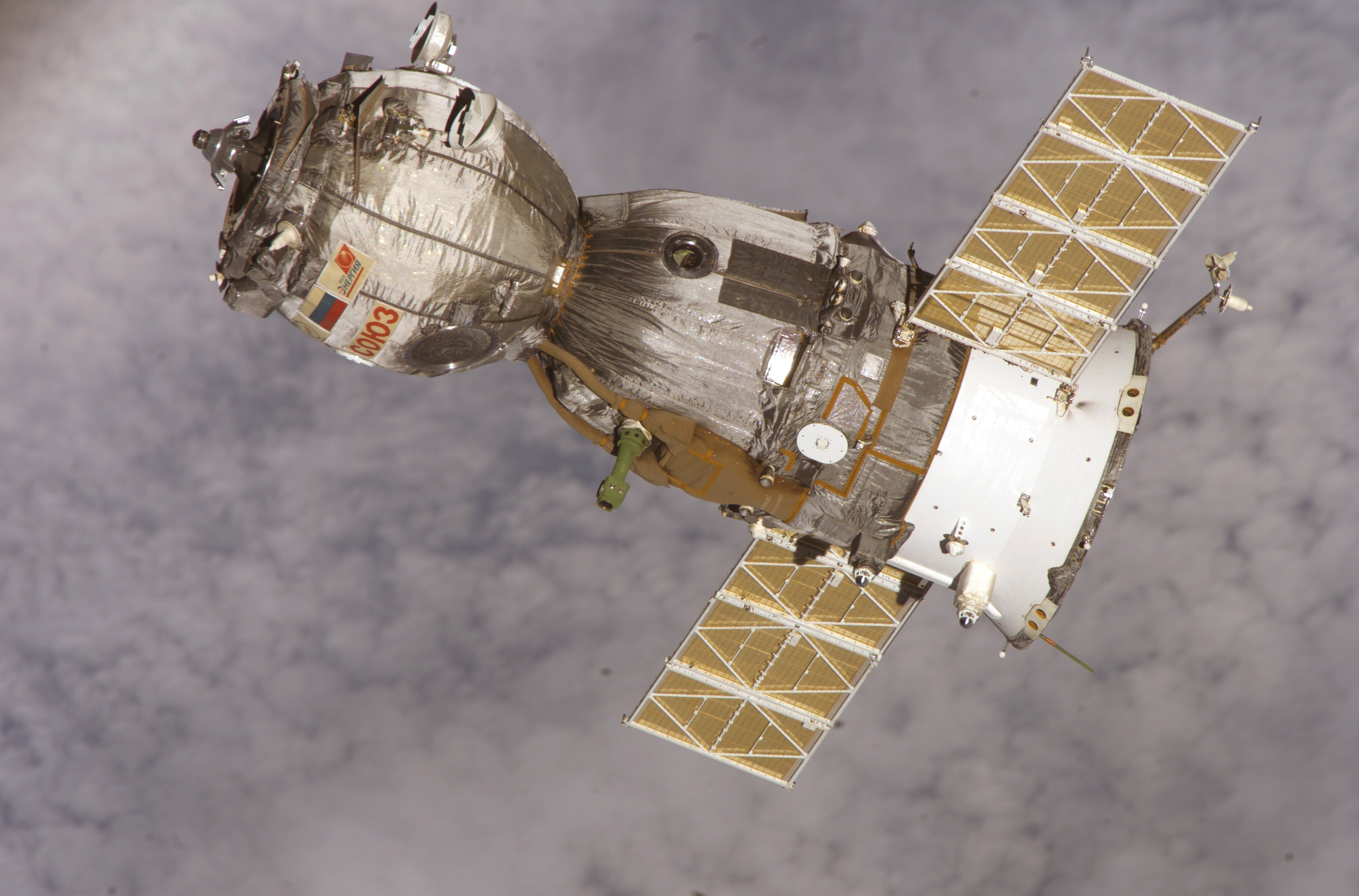
Sojus TMA-7 beim Verlassen der Internationalen Raumstation

Sojus [sʌˈjuz] (von russisch Союз ‚Vereinigung, Union‘ als Anspielung auf die Sowjetunion) ist der Name einer Reihe von bemannten sowjetischen, später dann russischen Raumschiffen für Besatzungen von bis zu drei Personen. Das während der 1960er-Jahre im Experimental-Konstruktionsbüro-1 (OKB-1) unter Leitung von Sergei Koroljow bzw. seit 1966 in der Nachfolgeorganisation, dem Zentralen Konstruktionsbüro für Experimentalen Maschinenbau (heute RKK Energija) unter Wassili Mischin entwickelte und anschließend mehrfach modifizierte Sojus-Raumschiff wurde zu einer bemannten Fähre für die Raumstationen der Saljut-Reihe, später für die Mir und derzeit für die Internationale Raumstation (ISS). Das Sojus-Raumschiff ist seit 1967 im Einsatz und inzwischen eines der sichersten Transportsysteme in der Raumfahrt. Als Träger dient die Sojus-Rakete, die in der russischen Tradition, Raketen in der Öffentlichkeit nach ihrer ersten Nutzlast zu benennen, ihren Namen erhielt.

## Entwicklungsgeschichte

Schematische Darstellung des Sojus-Mondumrundungskomplexes: v.r.n.l 7K, 9K und 11K

Entwurf für Sojus-A für die Mondumkreisung von 1964 aus dem OKB-1 Sergei Koroljows

### Frühe Projekte
1962 entstanden im OKB-1 unter Leitung Sergei Koroljows (heute RKK Energija), einem der Experimental-Konstruktionsbüros der Sowjetunion, die Pläne zu einem Weltraumkomplex mit dem Ziel einer bemannten Mondumkreisung, welches die Bezeichnung Sojus erhielt. Der Komplex bestand aus drei verschiedenen Typen von Raumfahrzeugen mit den Bezeichnungen 7K, 9K und 11K. Das 7K (ursprünglich auch als Sojus-A bezeichnet) war ein Raumschiff für zwei Mann Besatzung, 9K (Sojus-B) eine Beschleunigungsstufe zum Einschuss in die Mondtransferbahn und 11K (Sojus-W) ein Tanker, der Treibstoff für die 9K-Stufe anliefern sollte. Die einzelnen Raumfahrzeuge sollten mit Trägerraketen auf der Basis der R-7 gestartet werden. 1964 wurden die Pläne aufgegeben. Man entschied, die Mondumkreisung mit einem Raumschiff-Oberstufe-Gespann durchzuführen, das von einer einzelnen Proton-Rakete gestartet werden sollte. Für das bemannte Mondprogramm entstanden später auf der Grundlage des 7K zwei Raumschiffe: 7K-L1 für bemannte Mondumrundung (erprobt im Rahmen des Zond-Programms) sowie 7K-LOK für den Eintritt in die Mondumlaufbahn. Diese Raumschiffe gehören formell nicht zur Sojus-Reihe und werden hier daher nicht behandelt, für weitere Informationen siehe Sowjetisches Mondprogramm.

### Sojus

#### 7K-OK

Kopplungssystem des 7K-OK: rechts der aktive und links der passive Part

Auf der Basis des frühen Entwurfes 7K entwickelte das OKB-1 bzw. ZKBEM das dreisitzige Raumschiff für orbitale Einsätze 7K-OK (OK steht für Орбитальный Корабль, zu Deutsch ‚orbitales Schiff‘; GRAU-Index 11F615, russisch 11Ф615), das vom Mondflugprojekt den Namen Sojus erhielt. Zu den Aufgaben des Raumschiffes gehörten unter anderem das Erproben orbitaler Manöver und Andockvorgänge. Das Kopplungssystem von 7K-OK bestand aus dem Annäherungssystem Igla und zwei Typen von Kopplungsadaptern: einem aktiven und einem passiven. Abhängig vom Typ des Kopplungsadapters wurde zwischen den aktiven und passiven Raumschiffmodellen 7K-OK(A) und 7K-OK(P) unterschieden. Die Kopplungsadapter verfügten über keine Luken und dienten nur der mechanischen Verbindung beider Raumschiffe, der Umstieg der Kosmonauten von einem Schiff zum anderen erfolgte durch einen Weltraumausstieg.

Schematische Darstellung eines 7K-OK(A)-Raumschiffes

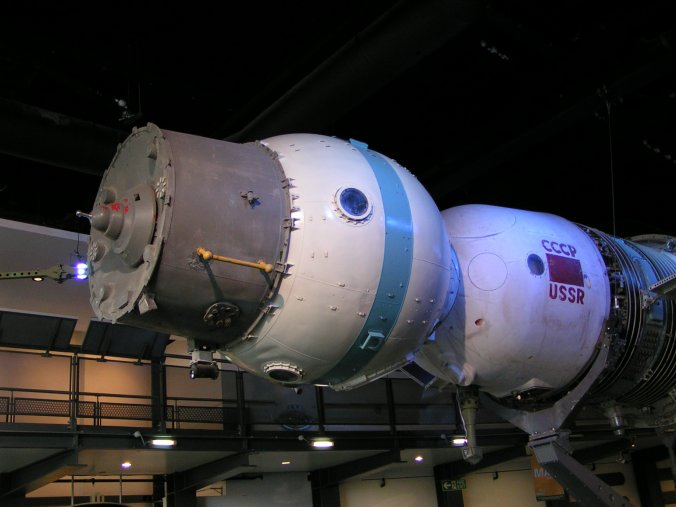
Sojus 7K-OK(A) im National Space Centre in England

Die erste unbemannte Mission eines 7K-OK am 28. November 1966 unter der Bezeichnung Kosmos 133 (Seriennummer 2) schlug fehl. Das Raumschiff konnte in der Erdumlaufbahn nicht stabilisiert werden. Während der Rückkehr zur Erde drohte es in China niederzugehen, woraufhin ein Selbstzerstörungsmechanismus die Landekapsel zerstörte. Beim zweiten Startversuch mit dem ersten produzierten Raumschiff (Seriennummer 1) am 14. Dezember 1966 explodierte die Trägerrakete auf der Startrampe. Unter der Bezeichnung Kosmos 140 wurde am 7. Februar 1967 das Raumschiff mit der Seriennummer 3 gestartet. Auch hier gab es wesentliche Fehlfunktionen bei der Orientierung des Raumschiffes in der Umlaufbahn und es kam während der Rückkehr zur Dekompression der Kabine, da der Hitzeschutzschild auf Grund eines Fertigungsfehlers durchbrannte. Eine Besatzung wäre bei diesem Flug ums Leben gekommen. Der neue Raumschifftyp wies also noch gravierende Mängel auf und war nach den Fehlschlägen noch nicht flugqualifiziert.
Für mehrere Monate standen nach den erfolglosen unbemannten Missionen nur noch zwei flugfähige Raumschiffe (Seriennummern 4 und 5) aus dem ersten Produktionslos zur Verfügung. Trotz der Fehlschläge hofften die Ingenieure, alle Fehlerquellen erkannt zu haben und plädierten dafür, das nächste Raumschiff bemannt zu starten. Der Start der Sojus 1 genannten Mission erfolgte am 23. April 1967 mit Wladimir Komarow. Zunächst war geplant, einen Tag später Sojus 2 starten zu lassen, um die beiden Raumschiffe ein Rendezvous ausführen und zwei Kosmonauten von Sojus 2 in Sojus 1 umsteigen zu lassen. Da sich allerdings nach dem Start von Sojus 1 ein Solarmodul nicht wie geplant öffnete und somit nicht genügend Strom für ein erfolgreiches Andockmanöver vorhanden war, wurde der zweite Start abgesagt und das Missionsziel von Sojus 1 auf einen „erfolgreichen Erstflug des Sojus-Raumschiffs im Erdorbit“ verringert. Der Flug endete jedoch in einem tödlichen Unglück, da sich der Hauptfallschirm nicht öffnete und das Raumschiff aus sieben Kilometern Höhe praktisch ungebremst zur Erde stürzte. Wie sich herausstellte, waren Bindemittel vom Aufbringen des ablativen Hitzeschutzes auf die Innenwand des Fallschirmcontainers geraten, so dass die Energie des Hilfsschirms nicht ausreichte, den Hauptschirm aus dem Container zu ziehen. Da der Hilfsschirm nicht einzeln abwerfbar war, geriet der Reserveschirm in seinen Windschatten, so dass die aerodynamischen Kräfte nicht ausreichten, ihn zu entfalten. Das Raumschiff schlug mit ca. 40 m/s hart auf, dabei zündeten die für eine weiche Landung gedachten Bremsraketen an der Unterseite der Kapsel. Die verbliebenen Reste brannten völlig aus.
Der Absturz von Sojus 1 und der Tod von Komarow waren ein harter Schlag für die sowjetische bemannte Raumfahrt. Bei der Untersuchung des Unglücks wurden mehrere Entwicklungsmängel aufgedeckt. Unter anderem wurde ein Konstruktionsfehler bei den Fallschirmen entdeckt. Durch Verzögerungen bei den Konstruktionsänderungen konnte der nächste unbemannte Start erst im Oktober 1967 mit Kosmos 186 und Kosmos 188 durchgeführt werden, deren Rendezvous im Weltraum erfolgreich verlief. Der nächste bemannte Start erfolgte mit Sojus 3 im Oktober 1968. Das geplante Umsteigen von Kosmonauten von einem Raumschiff in das andere wurde im Januar 1969 mit Sojus 4 und Sojus 5 durchgeführt. Weitere Höhepunkte waren die Verbundmission von Sojus 6, Sojus 7 und Sojus 8 sowie der Langzeitflug von Sojus 9 (18 Tage).

#### 7K-T

Kopplungssystem des 7K-T: rechts der aktive und links der passive Part

Schematische Darstellung eines 7K-T-Raumschiffes der ursprünglichen Version für drei Raumfahrer (auch bekannt als 7K-OKS)

Schematische Darstellung eines 7K-T-Raumschiffes der überarbeiteten Version für zwei Raumfahrer (ohne Solarzellenflächen)

Nachdem die NASA den Wettlauf zum Mond für sich entschieden hatte, konzentrierte man sich in der Sowjetunion ab 1969 auf den Aufbau einer Raumstation mit ständiger Besatzung und der Durchführung von Langzeitflügen. Zu Transportzwecken wurde das 7K-OK-Raumschiff von ZKBEM (früher OKB-1) binnen kürzester Zeit modifiziert und erhielt einen mit einer internen Luke ausgestatteten Kopplungsmechanismus. Von nun an konnten die Kosmonauten von einem Raumfahrzeug in das andere wechseln, ohne dafür Raumanzüge zu tragen. Das neue Raumschiff erhielt die Bezeichnung 7K-T (T steht für Транспортный, zu deutsch für Transportzwecke; GRAU-Index 11F615A8, russisch 11Ф615А8). 7K-T war weiterhin für drei Raumfahrer ausgelegt, die, wie schon bei 7K-OK, während der Start- und Landephasen keine schützenden Druckanzüge trugen. Das Raumschiff verfügte wie der Vorläufer über eigene Solarzellenflächen zur Energieversorgung und war auf einen autonomen Flug von drei Tagen ausgelegt. Angekoppelt an eine Raumstation konnte 7K-T sich bis zu 60 Tage im Weltraum aufhalten.
Der erste Start von 7K-T am 23. April 1971 als Sojus 10 erfolgte bemannt. Das Raumschiff koppelte an die Raumstation Saljut 1, die Kosmonauten konnten jedoch die Station nicht betreten, da keine hermetische Verbindung zwischen beiden Objekten hergestellt werden konnte. Die wenige Wochen später stattfindende Mission – Sojus 11 – endete mit einem tragischen Unglück: Während der Rückkehr von einem neuen Langzeitrekord kam es zu einem plötzlichen Druckabfall in der Kabine, bei dem alle drei Kosmonauten ums Leben kamen.
Das Sojus-Raumschiff wurde nach diesem Unfall wesentlich überarbeitet, um die Sicherheit der Kosmonauten zu erhöhen. Während kritischer Flugphasen (Start, Kopplungsmanöver und Landung) trugen die Raumfahrer nun schützende Sokol-Raumanzüge. Durch die neuen Sicherheitsmaßnahmen stieg das Gewicht der Sojus und das verfügbare habitable Volumen verringerte sich, während der Platzbedarf der Kosmonauten durch die Raumanzüge größer wurde. Die neue Raumschiffversion konnte daher nur noch zwei Personen aufnehmen. Um das Gewicht dennoch in Grenzen zu halten, wurden die Solarzellenflächen entfernt, so dass das Schiff auf Batterien mit einer maximalen Energiereserve für ungefähr zwei Tage angewiesen war. Trotz der umfangreichen Modifikationen behielt das Raumschiff weiterhin die Bezeichnung 7K-T (einige Quellen sprechen von der Bezeichnung 7K-OKS für die Sojus-10- und Sojus-11-Raumschiffe und 7K-T erst für die nachfolgenden Schiffe). Nach weiteren unbemannten Testflügen wurde das bemannte Programm wieder aufgenommen. In der Einsatzzeit von 1971 bis 1981 starteten 29 bemannte Missionen auf 7K-T-Raumschiffen. Darunter waren auch einige Flüge zu den militärisch genutzten Almaz-Stationen Saljut 3 und Saljut 5. Die dafür eingesetzten Schiffe trugen den GRAU-Index 11F615A9 und unterschieden sich von den zivilen 11F615A8-Schiffen durch ein Fernkontrollsystem für Almaz-Stationen und ein verbessertes Fallschirmsystem. Der erste Start eines derart modifizierten Raumschiffs fand am 3. Juli 1974 mit Sojus 14 statt.
Im Rahmen des Interkosmos-Programmes ermöglichte die Sowjetunion ab 1978 den Mitflug von Raumfahrern aus Ostblockstaaten, später auch aus westlichen Ländern (darunter Frankreich, Indien, Japan, Großbritannien, Österreich, der BRD und Afghanistan). Mit Sojus 31 startete am 26. August 1978 Sigmund Jähn als erster Deutscher ins All.

#### 7K-TM

Das androgyne Kopplungssystem APAS-75 des 7K-TM-Raumschiffes

Schematische Darstellung eines 7K-TM-Raumschiffes für das ASTP-Projekt

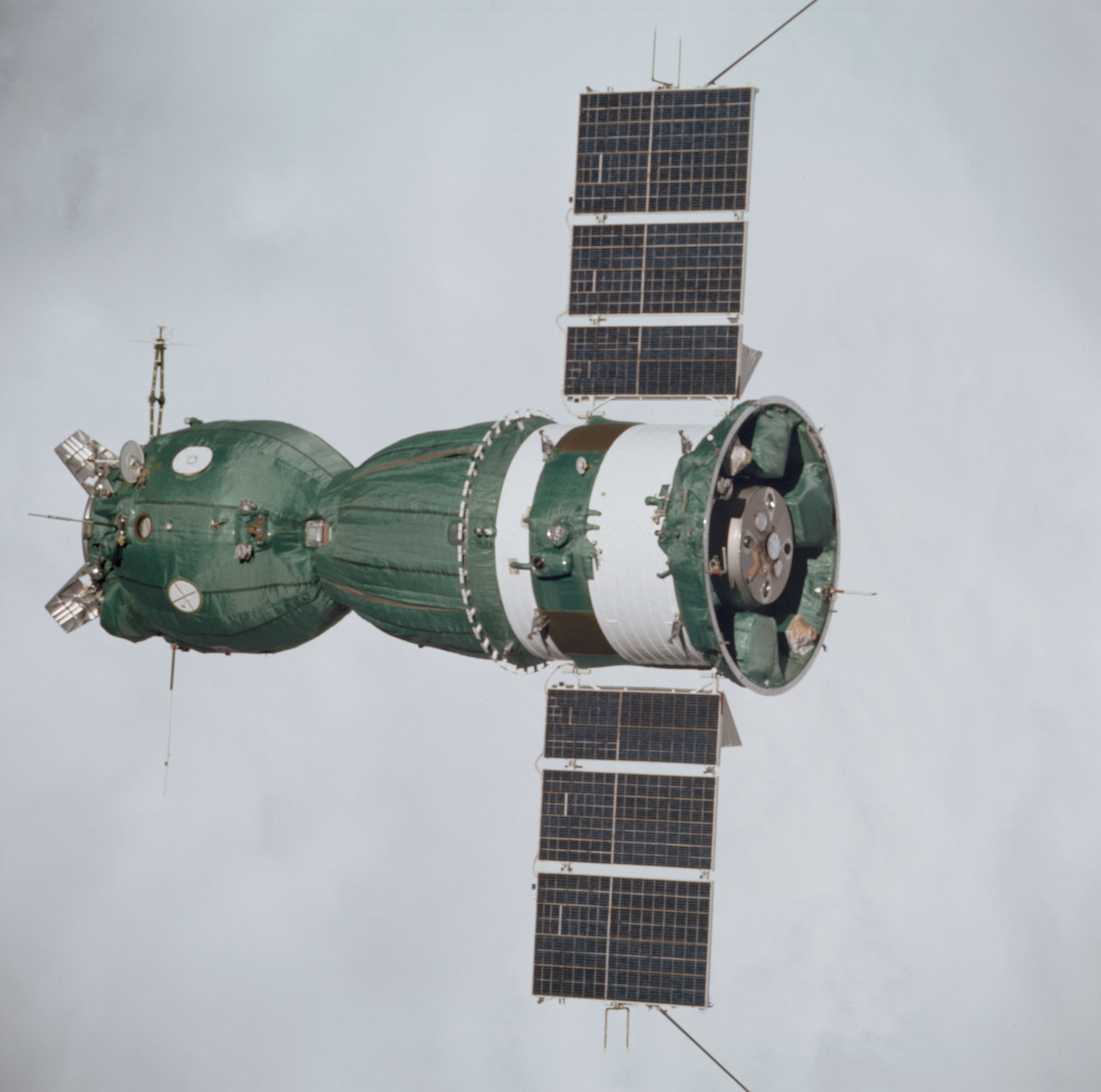
Sojus-19-Raumschiff, aufgenommen vom Apollo-Raumschiff

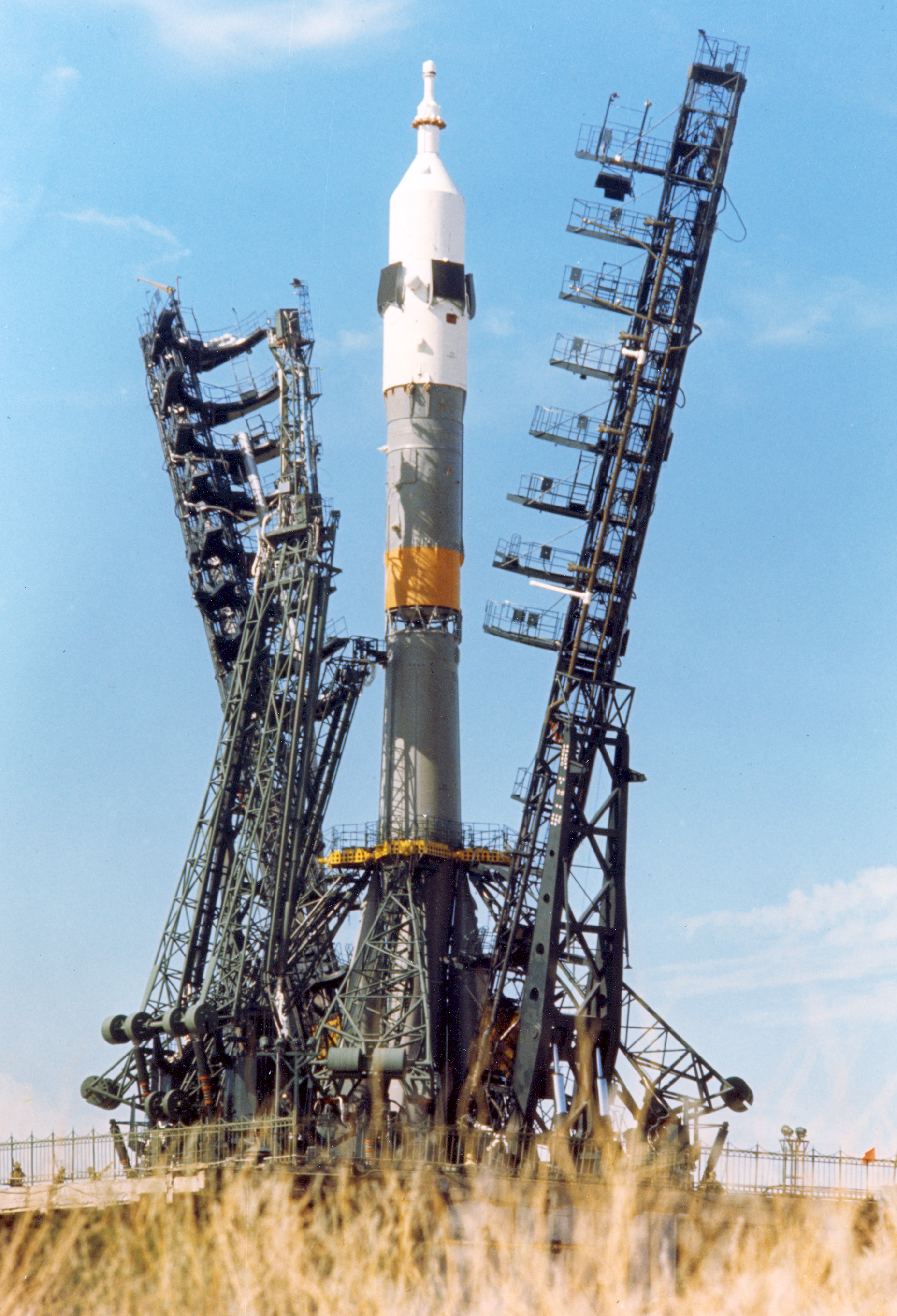
Die Sojus-U-Trägerrakete mit Sojus 19 auf der Startrampe in Baikonur

Am 24. Mai 1972 unterzeichneten die Sowjetunion und die USA ein Abkommen über die partnerschaftliche Erforschung des Weltraums, welches unter anderem einen gemeinsamen Raumflug, das Apollo-Sojus-Projekt (ASTP), beinhaltete. Im gleichen Jahr begannen sowjetische Ingenieure mit der Modifizierung des 7K-T-Raumschiffes. Es entstand die speziell auf diesen Flug zugeschnittene Version 7K-TM (TM steht für Транспортный Модифицированный, zu deutsch für Transportzwecke, modifiziert; GRAU-Index 11F615A12, russisch 11Ф615А12), die wie bereits der Vorgänger 7K-T für zwei Raumfahrer ausgelegt war. Das Raumschiff erhielt ein neues androgynes Kopplungssystem mit der Bezeichnung APAS (später auch APAS-75 genannt, wobei 75 für das Entwicklungsjahr steht; im englischen Sprachraum bekannt als APDS = Androgynous Peripheral Docking System), bei dem jeder Kopplungsstutzen sowohl den aktiven als auch den passiven Teil eines Andockmanövers übernehmen konnte. Außerdem wurden wieder Solarzellenausleger verbaut und das Lebenserhaltungssystem verbessert. Diese Maßnahmen erhöhten die autonome Aufenthaltsdauer des Raumschiffes im Weltraum auf sieben Tage. Für den Start der 7K-TM-Raumschiffe wurde erstmals die modifizierte Sojus-U-Rakete verwendet.
Auf Grund umfangreicher Modifizierungen musste das neue Raumschiff zunächst unbemannt getestet werden. Der erste unbemannte Flug erfolgte am 3. April 1974 unter der Tarnbezeichnung Kosmos 638, der zweite am 12. August 1974 als Kosmos 672. Nach einem weiteren, diesmal bemannten Testflug (Sojus 16) startete das Raumschiff Sojus 19 am 15. Juli 1975. Zwei Tage später – erstmals in der Geschichte der Raumfahrt – dockte das US-amerikanische Apollo-Raumschiff als aktiver Partner am Sojus-Raumschiff an. Die Raumfahrer beider Nationen konnten dabei von einem Raumschiff in das andere umsteigen. Das blieb jedoch ein Einzelflug, erst 20 Jahre später koppelte mit der Raumfähre Atlantis wieder ein US-Raumfahrzeug an der russischen Raumstation Mir an (Mission STS-71).
In Vorbereitung auf die ASTP-Mission wurden insgesamt sechs 7K-TM-Schiffe gebaut, wobei nur vier tatsächlich eingesetzt wurden. Das fünfte Schiff startete am 15. September 1976 als Sojus 22, wobei an der Stelle des Andockmoduls eine in der DDR hergestellte MKF-6-Kamera verbaut wurde, mit der während des Fluges die Erdoberfläche fotografiert wurde. Das sechste Schiff wurde nie gestartet.

### Sojus T
1965 entstand in einer Filiale des ZKBEM (heute RKZ Progress) das Projekt eines auf 7K-OK basierenden militärischen bemannten Raumschiffs mit der Bezeichnung 7K-WI (russisch 7К-ВИ, ВИ steht für Военно-Исследовательский, zu deutsch für Militär- und Forschungszwecke), auch bekannt als Swesda (nicht zu verwechseln mit dem gleichnamigen Modul der ISS). Bereits 1967 wurde das Projekt zugunsten neuer Planungen für eine bemannte militärische Raumstation Sojus-WI gestoppt. Die Pläne sahen die Entwicklung eines Orbitalmoduls und des Zubringerschiffs 7K-S (russisch 7К-С, С steht für Специальный, zu deutsch für Spezialzwecke; GRAU-Index 11F732, russisch 11Ф732) auf der Basis des 7K-OK, jedoch mit zahlreichen Modifizierungen, vor. Anfang 1970 wurde auch das Projekt der Sojus-WI-Raumstation fallengelassen. Die Entwicklung des 7K-S lief dagegen weiter, mit dem anfänglichen Ziel, ein militärisches Raumschiff für autonome Flüge zu konstruieren. Durch die relativ lange Entwicklungszeit konnten viele Systeme des Schiffs grundlegend überarbeitet werden: So erhielt 7K-S ein neues Steuerungs- und Antriebssystem, einen Bordrechner, verbesserte Lande- und Kommunikationssysteme sowie andere Modifizierungen. Auch ein neues Kopplungssystem wurde anfänglich für 7K-S entwickelt, fand jedoch schon ab 1971 in 7K-T-Raumschiffen Verwendung.

Schematische Darstellung eines Sojus-T-Raumschiffes (7K-ST)

1974, als die ersten 7K-S-Raumschiffe bereits in Fertigung waren, verlor das Militär das Interesse an dem Projekt. Daraufhin wurde beschlossen, 7K-S zu einem Zubringerschiff für die Saljut-Stationen zu modifizieren. Diese Modifikation erhielt die Bezeichnung 7K-ST und den offiziellen Namen Sojus T (T steht für Транспортный, zu deutsch für Transportzwecke), behielt aber den GRAU-Index des Vorgängers 11F732. Sojus T konnte wieder drei Raumfahrer aufnehmen, diesmal konnten alle drei schützende Sokol-Raumanzüge tragen. Weiterhin wurden wieder Solarzellenflächen verbaut, damit konnte die Dauer eines autonomen Fluges auf vier Tage gesteigert werden. Die Flugdauer im Verbund mit einer Raumstation betrug nun 180 Tage.
Parallel zur Entwicklung der 7K-ST-Modifikation wurden drei unbemannte Testflüge der bereits gebauten 7K-S unternommen: der erste am 6. August 1974 als Kosmos 670 und der letzte am 29. November 1976 als Kosmos 869. Der erste unbemannte Testflug des 7K-ST-Raumschiffes fand am 4. April 1978 als Kosmos 1001 statt, nach zwei weiteren unbemannten Testflügen folgte am 5. Juni 1980 mit Sojus T-2 der erste bemannte Einsatz eines 7K-ST. Seitdem wurde Sojus T zum Transport von Kosmonauten zu den Raumstationen Saljut 6 und Saljut 7 verwendet, der letzte Flug dieses Raumschiffmodells fand am 13. März 1986 mit Sojus T-15 statt.

### Sojus TM

Schematische Darstellung eines Sojus-TM-Raumschiffes (7K-ST)

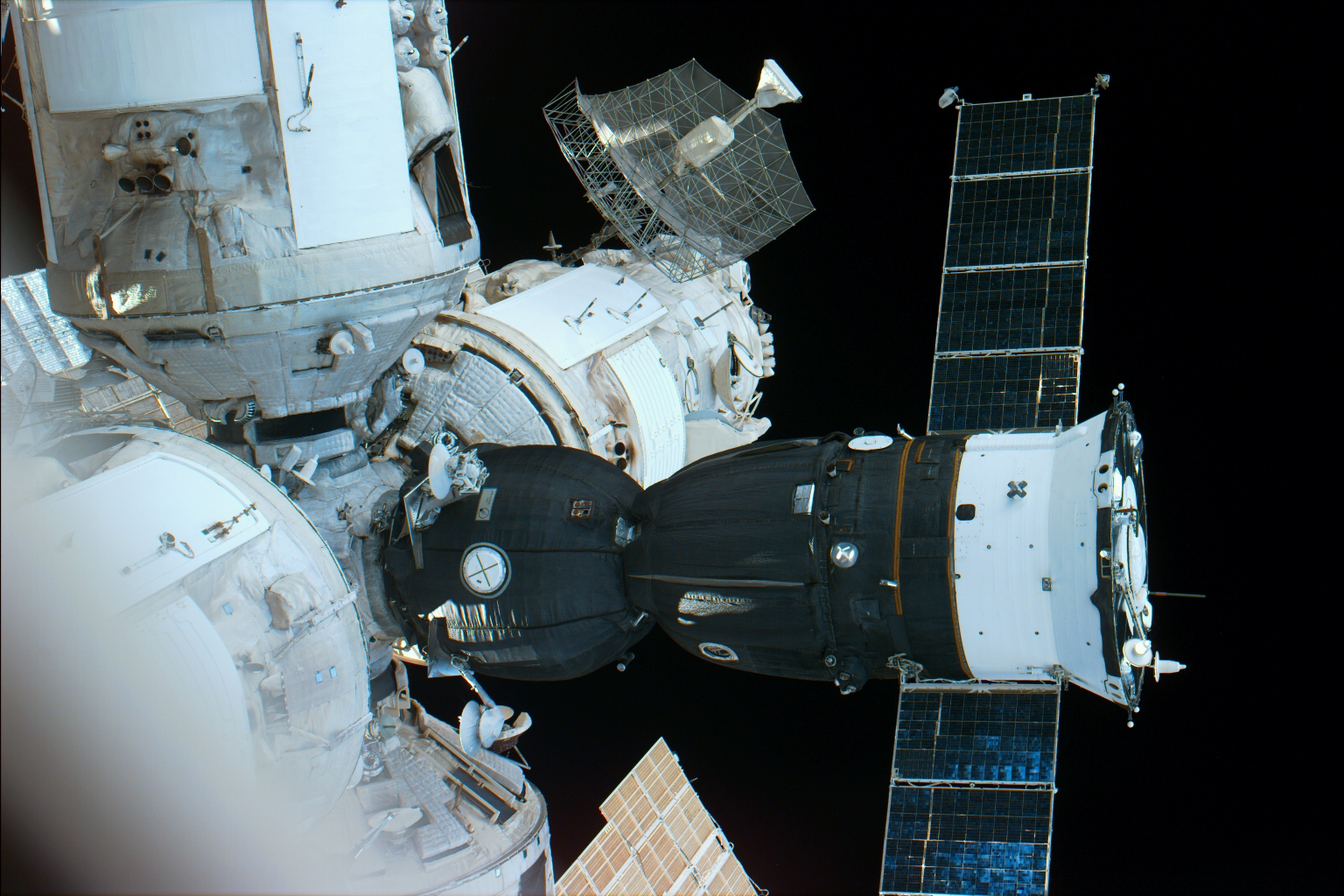
Sojus TM-24 angedockt an der Mir

Für die sich in Planung befindende Raumstation Mir entwickelte man seit Anfang der 1980er-Jahre eine Modifikation des Sojus-T-Raumschiffs mit der Bezeichnung Sojus TM (TM steht für Транспортный Модифицированный, zu deutsch für Transportzwecke, modifiziert). Diese Modifikation behielt sowohl die interne Bezeichnung 7K-ST als auch den GRAU-Index 11F732 des Vorgängers. Die wichtigsten Neuerungen waren: Annäherungssystem Kurs (Ersatz für Igla), neues Antriebssystem, leichtere Fallschirmsysteme und verbesserte Landetriebwerke sowie ein neuer Rettungsturm für die Trägerrakete. Die Flugdauer im Verbund mit einer Raumstation blieb wie bei Sojus T bei 180 Tagen.
Der erste Einsatz des neuen Raumschiffs fand unbemannt am 21. Mai 1986 als Sojus TM-1 statt. Am 6. Februar 1987 folgte mit Sojus TM-2 ein bemannter Flug zur Raumstation Mir. Seitdem brachten Sojus-TM-Raumschiffe regelmäßig Besatzungen zur Mir sowie später zur ISS, bevor sie 2002 durch Sojus TMA abgelöst wurden.
Als Trägerrakete fand bis einschließlich Sojus TM-22 die geringfügig stärkere Sojus-U2 Verwendung, die mit einer speziellen synthetisch hergestellten Sorte von Kerosin (Sintin, vgl. den Artikel zu RP-1) betrieben wurde. Da jedoch zur Herstellung von Sintin die älteren Produktionsanlagen modifiziert werden mussten und somit der Preis des Treibstoffs gestiegen wäre, wurde die Produktion der Sojus-U2 Mitte der 1990er-Jahre eingestellt und die späteren Sojus-TM-Raumschiffe stiegen wieder auf die Sojus-U um.

Das androgyne Kopplungssystem APAS-89

Eine besondere Mission der Sojus-TM-Reihe stellte Sojus TM-16 (Start am 24. Januar 1993) dar. Dieser Flug war seit 1976 die erste und bis jetzt die einzige Sojus-Mission mit einem anderen Kopplungssystem. Es wurde der androgyne APAS-89-Kopplungsstutzen (89 steht für das Entwicklungsjahr) verwendet, der eine Weiterentwicklung der APAS-75-Andockvorrichtung des Apollo-Sojus-Projekts darstellte. Das neue Kopplungssystem wurde entwickelt, um das Andocken der Buran-Raumfähre an die Raumstation Mir zu ermöglichen. Dazu verfügte die Mir am „Kristall“-Modul über zwei APAS-89-Stutzen. Gleichzeitig sollten spezielle Sojus-Raumschiffe mit diesem Kopplungssystem ausgestattet werden, um bei bemannten Testmissionen der Buran als Rettungssystem zu dienen. Eine solche Sojus würde in Einsatzbereitschaft auf der Erde warten und bei einem Notfall mit einem Mann Besatzung starten, an der Buran andocken, die beiden Testpiloten der Raumfähre abholen und sie sicher zur Erde bzw. zur Mir bringen. Nachdem das Buran-Programm 1992 aus finanziellen Gründen gestoppt worden war, wurde das einzige bereits gebaute Raumschiff für den Transport einer Stammbesatzung zur Mir verwendet. Das APAS-89-Kopplungssystem fand später Verwendung beim Shuttle-Mir-Programm in einigen Modulen der ISS und dem Andocksystem des Space Shuttles, mit dem die Raumfähre an die ISS anlegte.
Die Technik des Sojus-TM-Raumschiffs diente der Volksrepublik China als Vorlage zum Bau ihres eigenen bemannten Raumschiffs Shenzhou („Gottesschiff“), welches jedoch leicht größere Abmessungen besitzt. Am 19. November 1999 führte China den ersten unbemannten Test des Raumschiffs durch (Shenzhou 1), dem am 15. Oktober 2003 mit Shenzhou 5 ein bemannter Start folgte.

### Sojus TMA

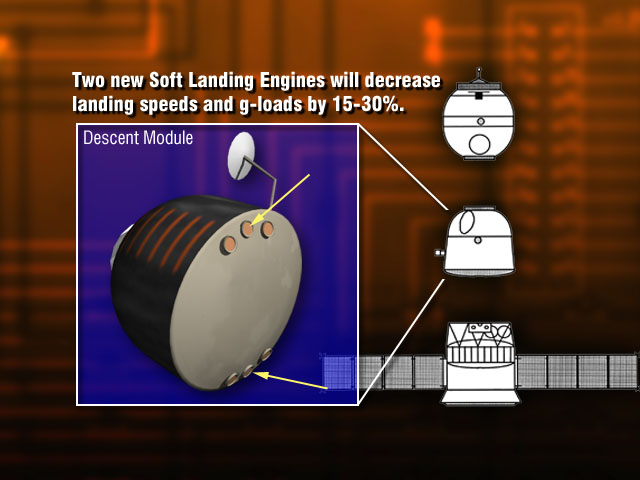
Verbesserte Landetriebwerke von Sojus TMA

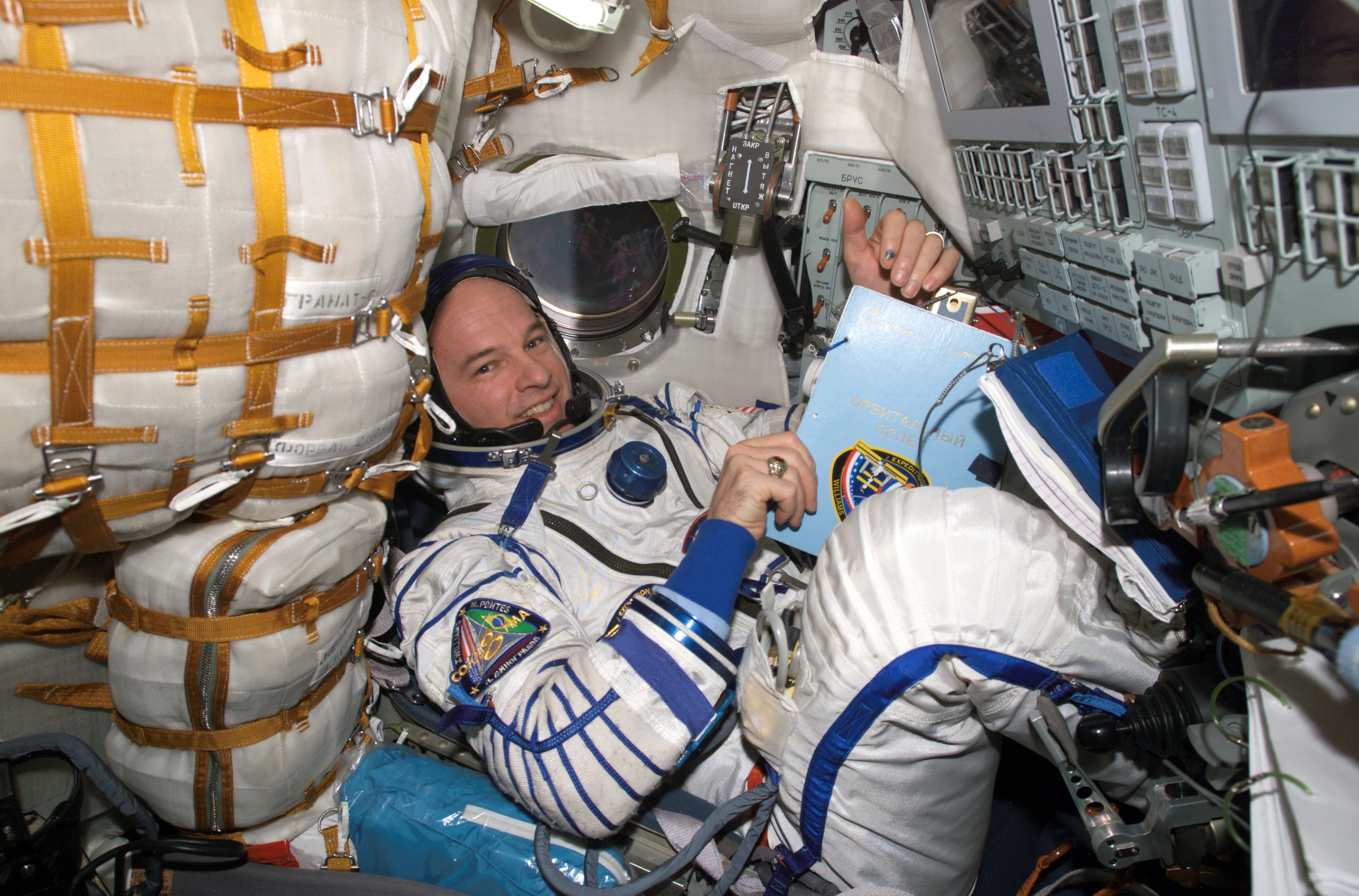
Im Inneren des Sojus-TMA-Raumschiffs

Nach dem Zerfall der Sowjetunion gab es Anfang der 1990er-Jahre zum ersten Mal seit dem Apollo-Sojus-Projekt wieder Annäherungen zwischen der amerikanischen und der nun russischen bemannten Raumfahrt. Unter anderem plante man, US-Raumfahrer mit russischen Sojus-Raumschiffen zur Raumstation Mir zu bringen. Dabei wurde jedoch schnell klar, dass viele der amerikanischen Astronauten aufgrund ihrer Größe oder ihres Gewichts die Sojus-Raumschiffe nicht nutzen können, da diese relativ strenge Anforderungen an diese Kriterien stellen. 1996 beauftragte die NASA das russische Unternehmen RKK Energija – den Nachfolger des ehemaligen OKB-1 – mit der Modifizierung des Sojus-TM-Raumschiffs mit dem Ziel, die Größen- und Gewichtsspanne der Sojus-Raumfahrer zu erweitern. Die neue Modifikation erhielt den Namen Sojus TMA (A steht für Антропометрическая [модификация], zu deutsch anthropometrische Modifikation) und die interne Bezeichnung 7K-TMA, behielt aber den GRAU-Index 11F732 des Vorgängers.
Um größere Raumfahrer befördern zu können, musste zusätzlicher Platz in der Landekapsel geschaffen werden. Diese Aufgabe erwies sich jedoch als relativ schwierig, da die Kapsel recht eng bemessen und der zur Verfügung stehende Platz mit verschiedenen Geräten und Subsystemen belegt war. Daher mussten mehrere Systeme des Schiffs modifiziert oder neu gestaltet werden. Sojus TMA erhielt neue größere Sitze und eine neue Steuertafel, viele Geräte und Leitungen wurden anders verlegt. Damit konnte das neue Raumschiff 150 bis 190 cm große und 50 bis 95 kg schwere Raumfahrer aufnehmen (für Sojus TM waren 164 bis 182 cm große und 56 bis 85 kg schwere Raumfahrer zugelassen). Weitere Modifizierungen betrafen unter anderem den Bordrechner und das Landesystem. So wurden die Feststofflandetriebwerke so ausgelegt, dass sie abhängig von der Masse der Landekapsel unterschiedlichen Schub liefern können und damit für bis zu 30 % niedrigere Bremsbeschleunigungen während des Aufsetzens auf der Erde sorgen. Trotz der Weiterverwendung der GRAU-Nummer änderte sich das Steuerpult entscheidend (Bilder: Sojus TM und Sojus TMA). Die Sojus-TMA-Raumschiffe werden von geringfügig stärkeren Sojus-FG-Trägerraketen gestartet. In der Zukunft hofft man, auf den noch stärkeren Sojus-2-Träger umsteigen zu können, sobald dieser genug erfolgreiche unbemannte Flüge absolviert und somit seine Zuverlässigkeit bewiesen hat.
Das Sojus-TMA-Raumschiff startete am 30. Oktober 2002 zu seinem ersten Flug (Sojus TMA-1), bei dem eine Stammbesatzung zur ISS befördert wurde. Sojus TMA wurde zum Transport- und Rettungsschiff der ISS. Es blieb anfangs immer ein Sojus-Raumschiff für ein halbes Jahr an der ISS angedockt, um die Raumstation im Notfall evakuieren zu können. Nach etwa 180 Tagen ist die garantierte Operationszeit des Schiffs abgelaufen, und es muss durch ein neues ersetzt werden. Dazu starten die Schiffe in einem Halbjahreszyklus. Seit Sojus TMA-15 (2009) wurde die Besatzung der ISS auf sechs Personen erhöht. Somit wurden seitdem zwei Sojus-Raumschiffe für den Notfall angedockt. Ferner sollen zum Besatzungsaustausch nunmehr vier Schiffe pro Jahr starten.

### Sojus TMA-M
Mit dem Flug Sojus TMA-01M begann am 7. Oktober 2010 der Einsatz einer neuen Generation von Sojus-TMA-Raumschiffen. Diese sind auch unter dem Namen Sojus TMA-Z (englisch Soyuz TMA-Ts, Z/Ts steht für Цифровая [модификация], zu deutsch digitale Modifikation) bekannt. Dabei wurden 36 ältere analoge Steuerungssysteme durch 19 moderne digitale ersetzt, wodurch 70 kg Masse gespart, der Energieverbrauch und die Herstellungskosten des Raumschiffs gesenkt sowie der Innenraum geräumiger gestaltet wurde. Gleichzeitig soll auch die mögliche Nutzlast beim Rückflug von 50 auf 90 kg erhöht worden sein. Folgende Veränderungen wurden vorgenommen:
- Neuer Bordcomputer ZVM-101
- Neues russisches Annäherungssystem Kurs-N
- Neues, zentrales Funksystem
- Neues Treibstoffkühlsystem

Damit kann die Verweildauer im All bis zu einem Jahr ausgedehnt werden (vorher etwa sieben Monate). Das modifizierte Raumschiff ist weiterhin dreisitzig, jedoch von einem einzelnen Besatzungsmitglied bedienbar (Sojus TMA erfordert dafür zwei entsprechend ausgebildete Besatzungsmitglieder). Bis Ende April 2012 wurden die TMA-Raumschiffe der alten Generation (mit einer „2“ als erste Ziffer der Seriennummer) und der neuen Generation (mit einer „7“ als erste Ziffer der Seriennummer) parallel verwendet.

### Sojus MS
Seit der Mission Sojus MS-01 (2016) wird der weiterentwickelte Raumschifftyp Sojus-MS eingesetzt. Er bietet folgende Verbesserungen:
- Effizientere Solarzellenpaneele
- Verstärkter Mikrometeoritenschutz
- Modifizierte Anordnung der Lageregelungs- und Annäherungstriebwerke mit höherer Fehlertoleranz
- Neues Annäherungssystem (Kurs-NA)
- Verbessertes Kommunikationssystem
- Neues, leistungsfähigeres und leichteres Computersystem
- Einheitliches digitales Telemetriesystem mit der Möglichkeit einer Satellitenverbindung (via Lutsch)
- Verwendung von GloNaSS- und GPS-Signalen für Navigationszwecke
- Auf drei bis vier Erdumläufe verkürzter Anflug auf Raumstationen
- Kamerasystem anstelle eines optischen Visiers
- Integrierte COSPAS/SARSAT-Sender für eventuelle Such- und Rettungsaktionen bei Landung in unwegsamem Gelände

Die Modifikationen wurden teilweise bereits seit 2011 bei zurückliegenden Progress- und Sojus-Missionen erprobt. Zusätzlich erlauben die Veränderungen und die Verwendung der Trägerrakete Sojus-2 (ab 2019) eine höhere Nutzlast.

### Progress

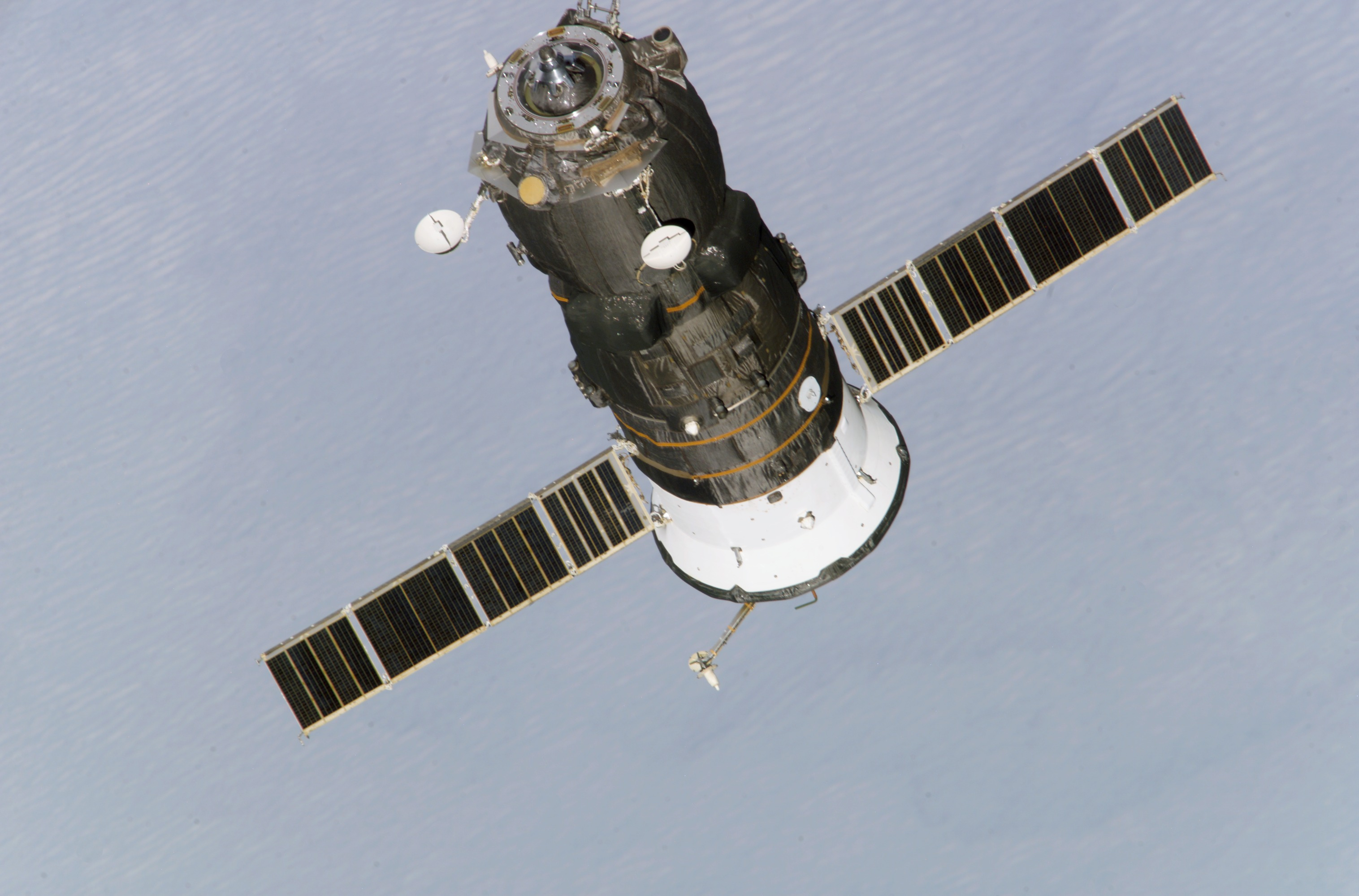
Progress M1-10

Um Raumstationen mit Fracht und Treibstoff zu versorgen, waren die Kapazitäten der bemannten Sojus-Raumschiffe nicht ausreichend, daher wurde Mitte der 1970er-Jahre die Progress entwickelt, eine unbemannte Frachtvariante der Sojus 7K-T. Der erste Start erfolgte am 20. Januar 1978 zur Raumstation Saljut 6. In den 1980ern wurde mit Progress M dann eine neue Variante des Frachtschiffs eingesetzt, diese basierte nun auf dem Sojus-T-Raumschiff. Sie wurde zum ersten Mal 1989 zur Mir gestartet. Später wurde die Progress M auch zur ISS eingesetzt. 2000 folgte mit Progress M1 eine weitere Modifikation des Schiffs, diesmal wurde die Treibstoffladekapazität des Frachters erhöht. Seit 2008 wird die ISS vom Nachfolgemodell Progress-M-M versorgt, Progress-M1 können noch bei Bedarf eingesetzt werden.

### Aufgegebene Projekte
Bis 2009 (bis Sojus TMA-16) wurden für etwa 20 Millionen Dollar einwöchige Flüge zur ISS für Touristen angeboten.
Als Nachfolger des Sojus-Raumschiffs wurde Anfang 2004 der Kliper angekündigt, der Jungfernflug sollte etwa 2012 stattfinden, volle Einsatzbereitschaft wäre 2015 zu erwarten gewesen. 2006 gab RKK Energija bekannt, man wolle Kliper in drei Schritten entwickeln, wobei der erste Schritt die Modernisierung des Sojus-Raumschiffes bis 2010 darstelle. Weiterhin soll es der verbesserten Sojus möglich sein, Mondumkreisungen durchzuführen. Nach der Übernahme von RKK Energija durch Roskosmos wurde das Projekt im Juli 2007 eingestellt.
Außerdem gab es im Rahmen des ACTS-Programms – initiiert von Europäischen Weltraumorganisation (ESA) und Roskosmos – gemeinsame Studien zur Entwicklung eines bemannten Raumschiffs nächster Generation. Dabei sollte die Technik des Sojus-Raumschiffs intensiv genutzt werden. Da man keine Einigung über die von beiden Partnern einzubringenden Teile erzielen konnte, wurde das Projekt eingestellt.
An seiner Stelle entwickelt Energija im Auftrag von Roskosmos seit 2009 Orel (vorm. Federazija) (auch PTK-NP) als Nachfolgesystem. Der erste Testflug ist für 2028 geplant.

## Technik
Raumschiffe der Sojus-Serie bestehen aus drei Modulen: dem Servicemodul PAO (ПАО = Abk. von приборно-агрегатный отсек), dem Landemodul SA (СА = Abk. von спускаемый аппарат) und dem Orbitalmodul BO (БО = Abk. von бытовой отсек). Nach dem Bremsmanöver und vor dem Eintritt in die Erdatmosphäre trennen sich die Module voneinander und verglühen bis auf das Landemodul, welches mit der Besatzung in der kasachischen Steppe landet. Die Module sind nicht wiederverwendbar, nur teilweise wird die Technik aus den zurückgekehrten Landemodulen bei neuen Flügen verwendet.

### Servicemodul (PAO)

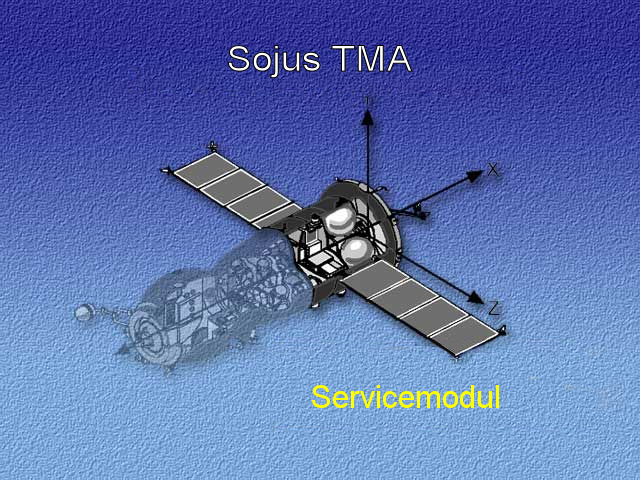
Servicemodul von Sojus TMA

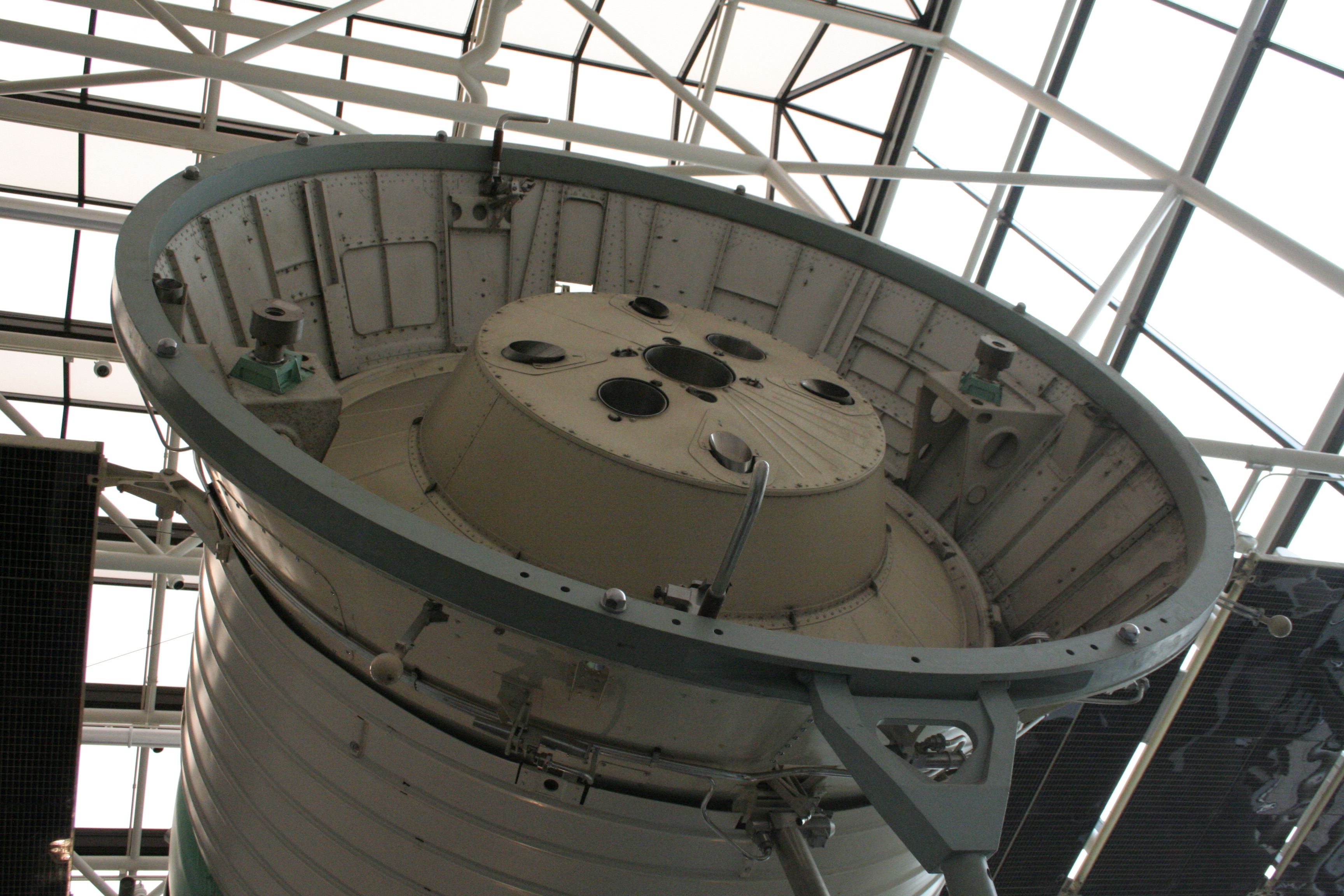
SKD-Triebwerk von Sojus 19 (inklusive Reservetriebwerk)

Das Servicemodul (englische Bezeichnung Instrumentation/Propulsion Module) enthält Servicesysteme und das Antriebssystem (KTDU) samt dem Treibstoff. Die Länge des Moduls beträgt 2,26 m, Hauptdurchmesser 2,15 m und der maximale Durchmesser 2,72 m.
Das Antriebssystem KTDU (КТДУ = Abk. von корректирующе-тормозная двигательная установка, zu deutsch Antriebssystem für Regelungs- und Bremszwecke) besteht aus einem SKD-Triebwerk (СКД = Abk. von сближающе-корректирующий двигатель, zu deutsch Triebwerk für Annäherungs- und Korrekturzwecke) mit einem Schub von 2942 N und 28 DPO-Triebwerken (ДПО = Abk. von двигатели причаливания и ориентации, zu deutsch Triebwerke für Anlegen und Lageregelung). Die DPO-Triebwerke sind in zwei Gruppen mit je 14 Triebwerken angeordnet, wobei ein Teil der Triebwerke (12 Stück) über einen Schub von 26,5 N und die restlichen über einen Schub von 130 N verfügt. Das SKD-Triebwerk wird für orbitale Manöver und fürs Abbremsen des Raumschiffs zum Verlassen des Orbits verwendet. Das Antriebssystem verwendet die Treibstoffkombination Distickstofftetroxid und UDMH. Raumschiffe 7K-OK und 7K-T verfügten über das KTDU-35 mit einem Schub von 4 kN und einem spezifischen Impuls (Isp) von 282 s. Diese bestand praktisch aus zwei unabhängigen KTDUs: einem Haupt- und einem Reserve-KTDU. Für Sojus T wurde das neue KTDU-80 entwickelt, dieses lieferte ebenfalls 4 kN Schub, konnte jedoch in verschiedenen Modi betrieben werden: mit großem und kleinem Schub und Isp von 286 bis 326 s. Das Reservetriebwerk wurde entfernt, das SKD- und die DPO-Triebwerke wurden in ein System mit gemeinsamen Druckgastanks zusammengeführt.

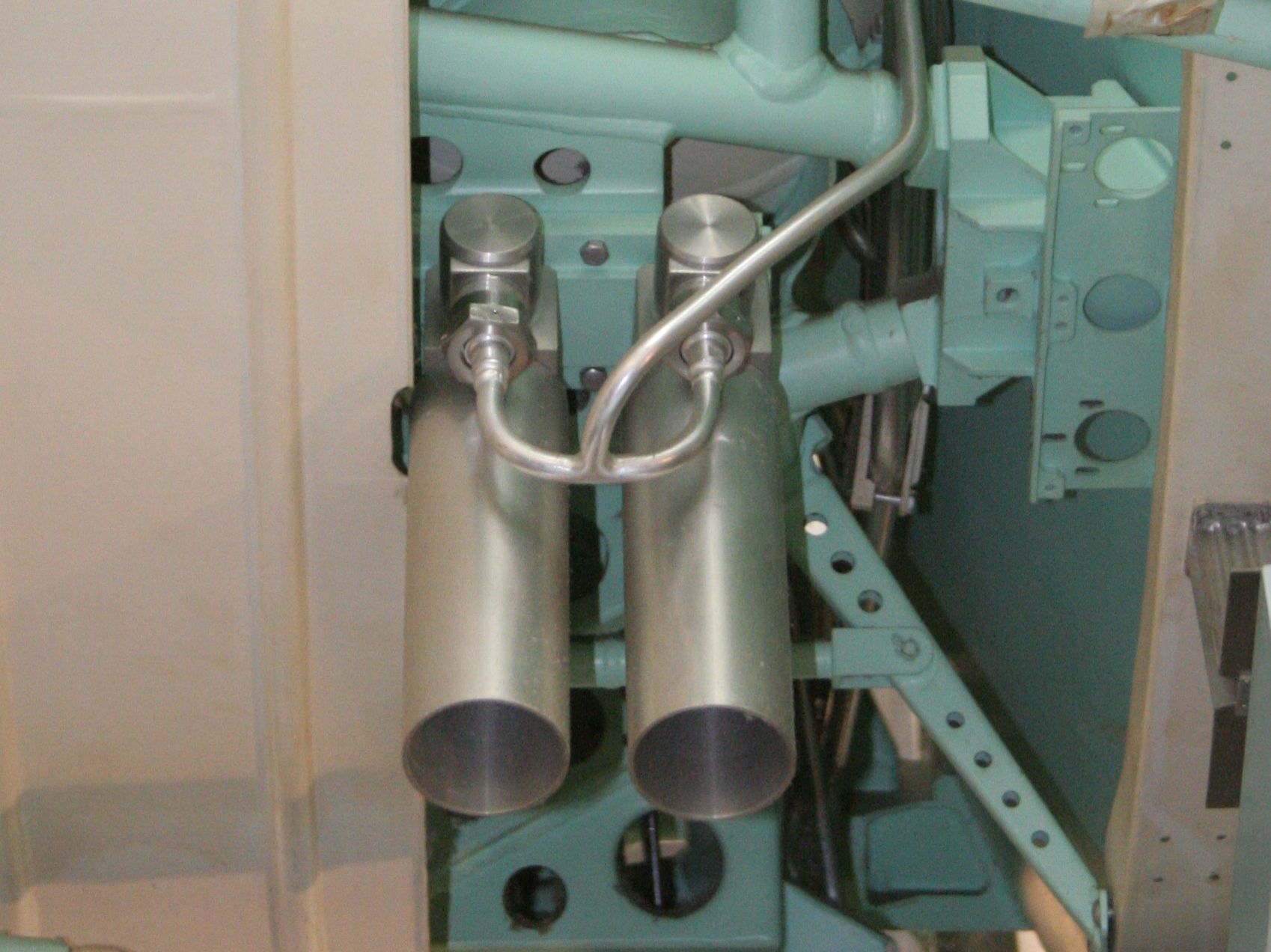
DPO-Triebwerke von Sojus 19

Das Servicemodul enthält auch die Tanks mit dem Treibstoff. Die ersten Sojus-Schiffe konnten 500 kg Treibstoff aufnehmen, neuere Modelle bereits 880 kg. Auch befinden sich dort Hochdrucktanks (ca. 300 Bar) mit Helium, um die Treibstofftanks unter Druck zu setzen.
Das Energieversorgungssystem befindet sich ebenfalls im Servicemodul und besteht aus Solarpanelen und Akkumulatoren. Bis zum Unglück von Sojus 11 verfügte das Raumschiff über Solarpanele mit einer Spannweite von 9,80 m und einer Fläche von 14 m2, die mittlere Energieausbeute lag bei 500 W. Nach dem Unfall wurden die Solarpanele entfernt, um Gewicht zu sparen. Die Energieversorgung erfolgte allein durch 18-kWh-Akkumulatoren, welche einen autonomen Flug von zwei Tagen Dauer ermöglichten. Für das Apollo-Sojus-Programm (Raumschiff 7K-TM) wurden Solarpanele mit einer Fläche von 8,33 m2 und 8-kWh-Akkumulatoren verwendet. Moderne Sojus-Raumschiffe haben Solarpanele mit einer Spannweite von 10,6 m und einer Fläche von 10 m2, diese haben eine Leistung von etwa 1 kW.

### Landemodul (SA)

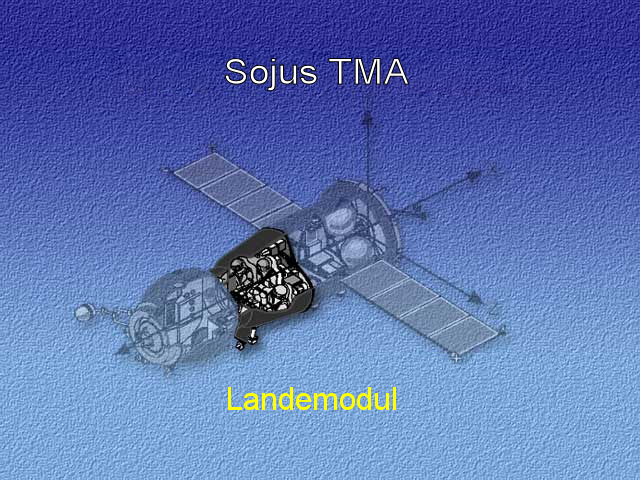
Landemodul von Sojus TMA

Das Landemodul (bzw. die Landekapsel, englische Bezeichnung Descent Module) enthält Sitze für die Raumfahrer sowie Lebenserhaltungs-, Steuer- und Fallschirmsysteme. Die Länge des Moduls beträgt 2,24 m, der Durchmesser 2,17 m und das bewohnbare Volumen 3,5 m3. Die Oberfläche des Landemoduls ist mit einem ablativen (sprich abschmelzenden) Hitzeschild bedeckt, der nach dem Öffnen des Hauptfallschirms abgeworfen wird. Unter dem Hitzeschild befinden sich die Feststoff-Bremstriebwerke, die unmittelbar (im Meterbereich) vor dem Aufsetzen gezündet werden. Auf der Oberfläche der Kapsel sind 24 mit Wasserstoffperoxid betriebene Lageregelungstriebwerke angebracht, welche die räumliche Lage der Kapsel während des Atmosphärenflugs steuern. Dies ermöglicht es, die aerodynamischen Qualitäten der Kapsel zu nutzen und so die Belastungen für die Raumfahrer zu senken. Die Kapsel verfügt über einen Bremsschirm (16 m2), der in etwa 9 Kilometern Höhe durch Hilfsschirme (0,62 & 4,5 m2) geöffnet wird, und einen großen Hauptfallschirm (518 m2), der in 7,5 Kilometern Höhe entfaltet wird. Der Bremsschirm wird bei etwa 240 m/s bzw. 864 km/h Fallgeschwindigkeit ausgeworfen, der Hauptfallschirm bei 90 m/s (324 km/h) und bremst die Kapsel bis auf 6 m/s (21,6 km/h). Unmittelbar vor der Landung (70 cm über dem Boden) wird die Geschwindigkeit der Kapsel mit sechs Bremsraketen auf 2 bis 4 m/s verringert. Zusätzlich zu den Raumfahrern können in der Landekapsel 100 kg Fracht zur Erde zurückgeführt werden (Sojus TMA).

### Orbitalmodul (BO)

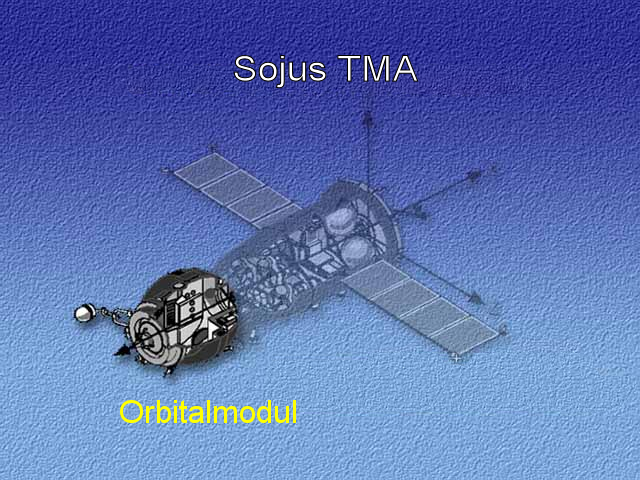
Orbitalmodul von Sojus TMA

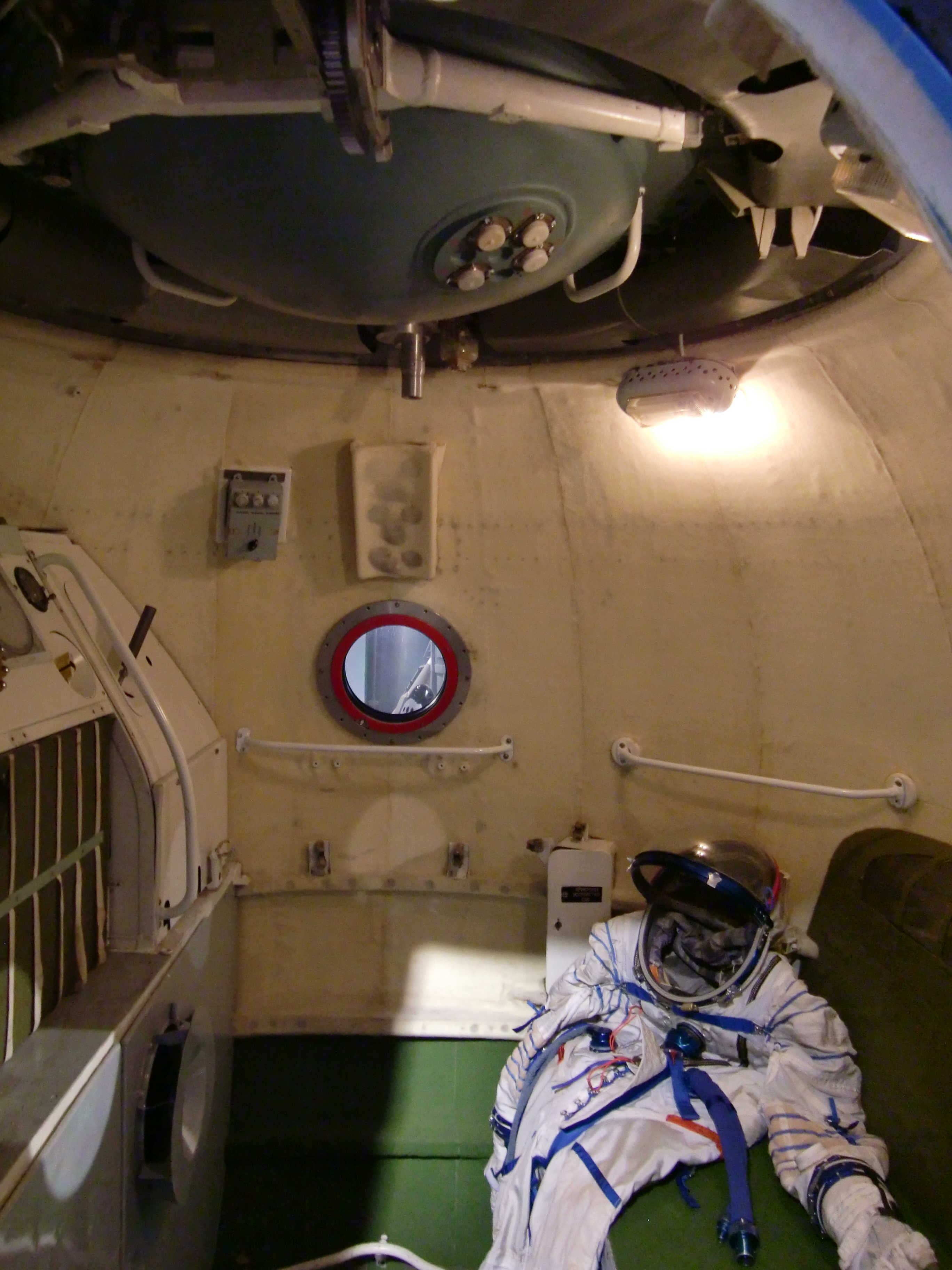
Orbitalmodul von Sojus TMA, Innenansicht (Mock-up)

Das Orbitalmodul (englische Bezeichnung Orbital Module) ist etwa 3 m lang, hat einen Durchmesser von 2,26 m und ein bewohnbares Volumen von 5 m³. Das Modul ist mit einem Andockstutzen und einem Annäherungssystem (früher „Igla“, seit Sojus TM „Kurs“) ausgestattet. Im vorderen Teil des Moduls sind vier DPO-Triebwerke angebracht. Im unter Druck stehenden Raum des Orbitalmoduls können Frachtgüter und andere Nutzlasten untergebracht werden, dort befinden sich auch einige Lebenserhaltungssysteme, zum Beispiel eine Toilette. Durch eine seitliche Luke auf der Oberfläche des Moduls steigen die Raumfahrer vor dem Start in das Raumschiff ein.

### Rettungssystem (SAS)
Jede Sojus-Raumschiff-Raketen-Kombination besitzt eine Rettungsrakete (russisch система аварийного спасения, САС; deutsch SAS), die eine Rettung während der Startphase ermöglicht, indem sie das Raumschiff mit den Kosmonauten aus der Gefahrenzone beschleunigt. Die Rettungsrakete kam beim Sojus-System bisher zweimal erfolgreich bei Sojus T-10-1 und Sojus MS-10 zum Einsatz.

### Technische Daten

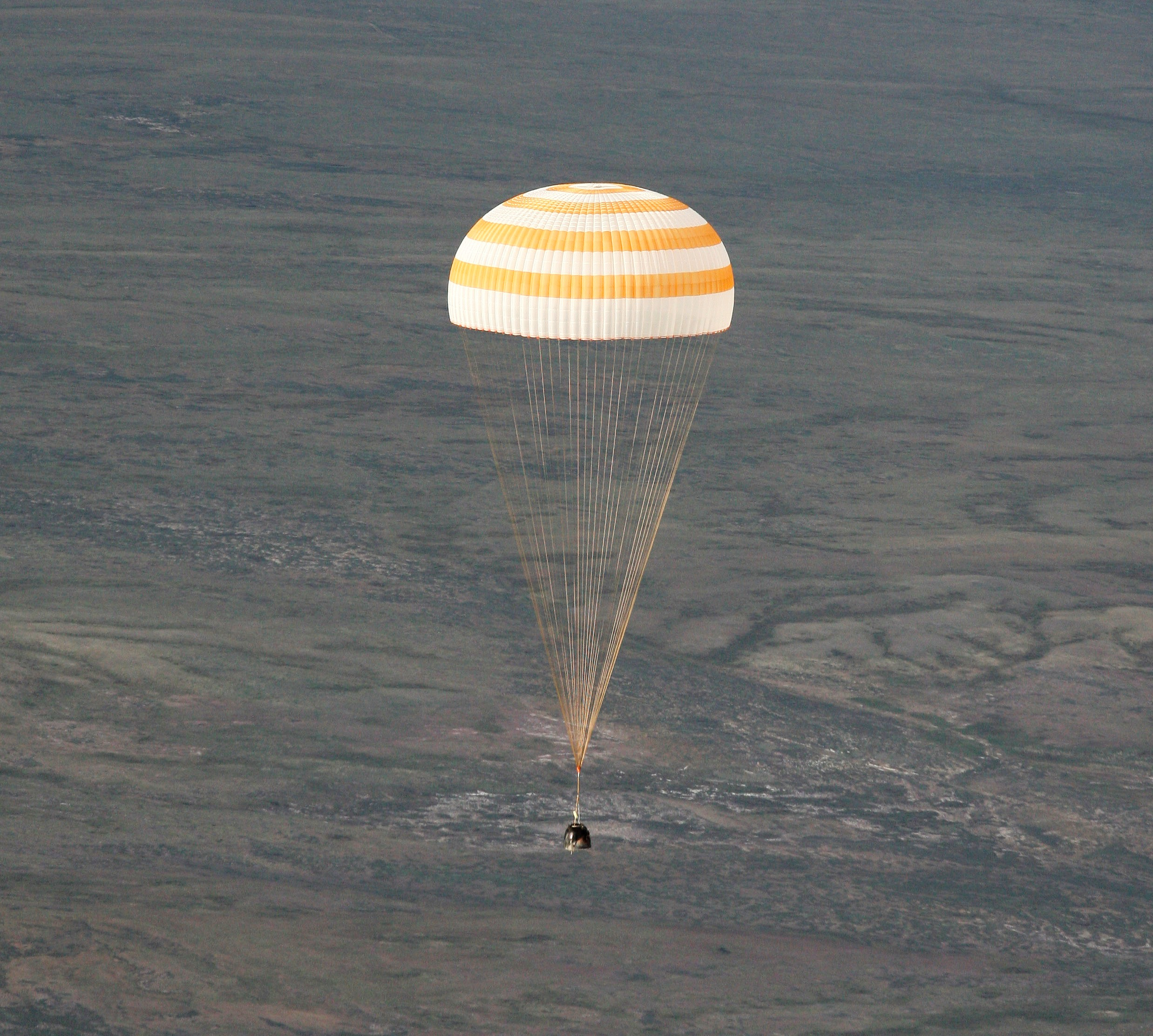
Sojus-TMA-9-Raumschiff bei seiner Landung in Kasachstan

Die genauen Zahlen können bei einzelnen Raumschiffen innerhalb einer Modellreihe abweichen.
| Version:                 | Sojus-A | 7K-OK | 7K-T   | 7K-TM | Sojus T | Sojus TM | Sojus TMA | Sojus MS  |
| Gesamtsystem             |         |       |        |       |         |          |           |           |
| Gesamtmasse (kg)         | 5.880   | 6.560 | 6.800  | 6.680 | 6.850   | 7.250    | 7.220     | bis 7.220 |
| Länge (m)                | 7,40    | 7,95  | 7,48   | 7,48  | 7,48    | 7,48     | 7,48      | 6,98      |
| Max. Durchmesser (m)     | 2,50    | 2,72  | 2,72   | 2,72  | 2,72    | 2,72     | 2,72      | 2,72      |
| Spannweite (m)           | ?       | 9,80  | 9,80/– | 8,37  | 10,6    | 10,6     | 10,7      | 10,7      |
| max. Delta-V (m/s)       | ?       | 390   | 210    | ?     | 320     | 390      | 390       |           |
| Schub (kN)               | ?       | 4,09  | 4,09   | ?     | 3,92    | 3,92     | 3,92      |           |
| Spezifischer Impuls(s)   | ?       | 282   | 282    | ?     | 305     | 305      | 305       |           |
| Bewohnbares Volumen (m³) | 6,20    | 9,00  | 8,50   | 9,00  | 9,00    | 8,50     | 8,50      |           |
| Orbitalmodul (BO)        |         |       |        |       |         |          |           |           |
| Gesamtmasse (kg)         | 1.000   | 1.100 | 1.350  | 1.224 | 1.100   | 1.450    | 1.370     |           |
| Länge (m)                | 3,00    | 3,45  | 2,98   | 3,10  | 2,98    | 2,98     | 2,98      |           |
| Durchmesser (m)          | 2,20    | 2,25  | 2,26   | 2,26  | 2,26    | 2,26     | 2,26      |           |
| Bewohnbares Volumen (m³) | 2,20    | 5,00  | 5,00   | 5,00  | 5,00    | 5,00     | 5,00      |           |
| Landemodul (SA)          |         |       |        |       |         |          |           |           |
| Gesamtmasse (kg)         | 2.480   | 2.810 | 2.850  | 2.802 | 3.000   | 2.850    | 2.950     |           |
| Länge (m)                | 2,30    | 2,24  | 2,24   | 2,24  | 2,24    | 2,24     | 2,24      |           |
| Durchmesser (m)          | 2,17    | 2,17  | 2,17   | 2,17  | 2,17    | 2,17     | 2,17      |           |
| Bewohnbares Volumen (m³) | 4,00    | 4,00  | 3,50   | 4,00  | 4,00    | 3,50     | 3,50      |           |
| Servicemodul (PAO)       |         |       |        |       |         |          |           |           |
| Gesamtmasse (kg)         | 2.400   | 2.650 | 2.700  | 2.654 | 2.750   | 2.950    | 2.900     |           |
| Treibstoffmasse (kg)     | 830     | 500   | 500    | 500   | 700     | 880      | 880       |           |
| Länge (m)                | 2,10    | 2,26  | 2,26   | 2,26  | 2,26    | 2,26     | 2,26      |           |
| Basisdurchmesser (m)     | 2,30    | 2,15  | 2,15   | 2,15  | 2,15    | 2,15     | 2,15      |           |
| Max. Durchmesser (m)     | 2,50    | 2,72  | 2,72   | 2,72  | 2,72    | 2,72     | 2,72      |           |